# 安賽樂米塔爾
安賽樂米塔爾（法語：ArcelorMittal S.A.，法語發音：[aʁsəlɔʁmiˈtal]）是一家全球性的鋼鐵公司，其總部位於盧森堡。它是全球第二大的鋼鐵生產公司，僅次於中国宝武钢铁集团。並且在使用於汽車、建築、家用電器和包裝的鋼材上處於市場領先的位置。它擁有龐大的原材料供應和經營廣泛的分銷網絡。

## 历史
安賽樂米塔爾公司由安賽樂公司與米塔爾鋼鐵公司於2006年合併成立。它在2022年財富雜誌全球500強企業裡排名第197。

## 子公司
- 米塔爾鋼鐵

## 外部連結
- 官方网站
- Collected news and commentary （页面存档备份，存于） at The New York Times
- ArcelorMittal nominated for Public Eye Awards 2010
- 安賽樂米塔爾(中國)公司 （页面存档备份，存于）